# Edward Szpitel
Edward Szpitel (ur. 8 lutego 1920, zm. 27 września 2002) – generał brygady ludowego Wojska Polskiego, zastępca szefa Głównego Zarządu Politycznego WP.

## Życiorys
Służbę w ludowym Wojsku Polskim rozpoczął w sierpniu 1943. Przed wstąpieniem do ludowego WP w latach 1941–1943 pełnił służbę w Armii Czerwonej, biorąc udział w walkach z Niemcami. Był w tym czasie dwukrotnie ranny. Jako zastępca dowódcy kompanii szkolnej 6 pułku piechoty 2 Dywizji Piechoty im. H. Dąbrowskiego, a następnie zastępca dowódcy dywizjonu ds. polityczno-wychowawczych 2 pułku artylerii lekkiej 2 Dywizji Piechoty przeszedł szlak bojowy 1 Armii WP.
Od 1945 był członkiem PPR, a następnie PZPR. W latach 1945–1949 pełnił służbę w aparacie politycznym, w instytucji II wiceministra obrony narodowej do stanowiska szefa oddziału włącznie. Następnie przez wiele lat pracował w pionie wojskowym Państwowej Komisji Planowania Gospodarczego i Komisji Planowania przy Radzie Ministrów. W latach 1960–1968 był dyrektorem Wydawnictwa MON. W latach 1968–1972 był Szefem Zarządu Kultury i Oświaty GZP WP, a w latach 1969–1972 zastępcą Szefa Głównego Zarządu Politycznego Wojska Polskiego. Uważany był za osobę blisko związaną z gen. Mieczysławem Moczarem. Awans do stopnia generała brygady otrzymał w 1970 z rąk przewodniczącego Rady Państwa PRL Mariana Spychalskiego. Następnie zajmował stanowisko attaché wojskowego, morskiego i lotniczego przy Ambasadzie PRL w Czechosłowacji (do 1977). W 1979 przeszedł w stan spoczynku pożegnany przez ministra obrony narodowej PRL gen. armii Wojciecha Jaruzelskiego.

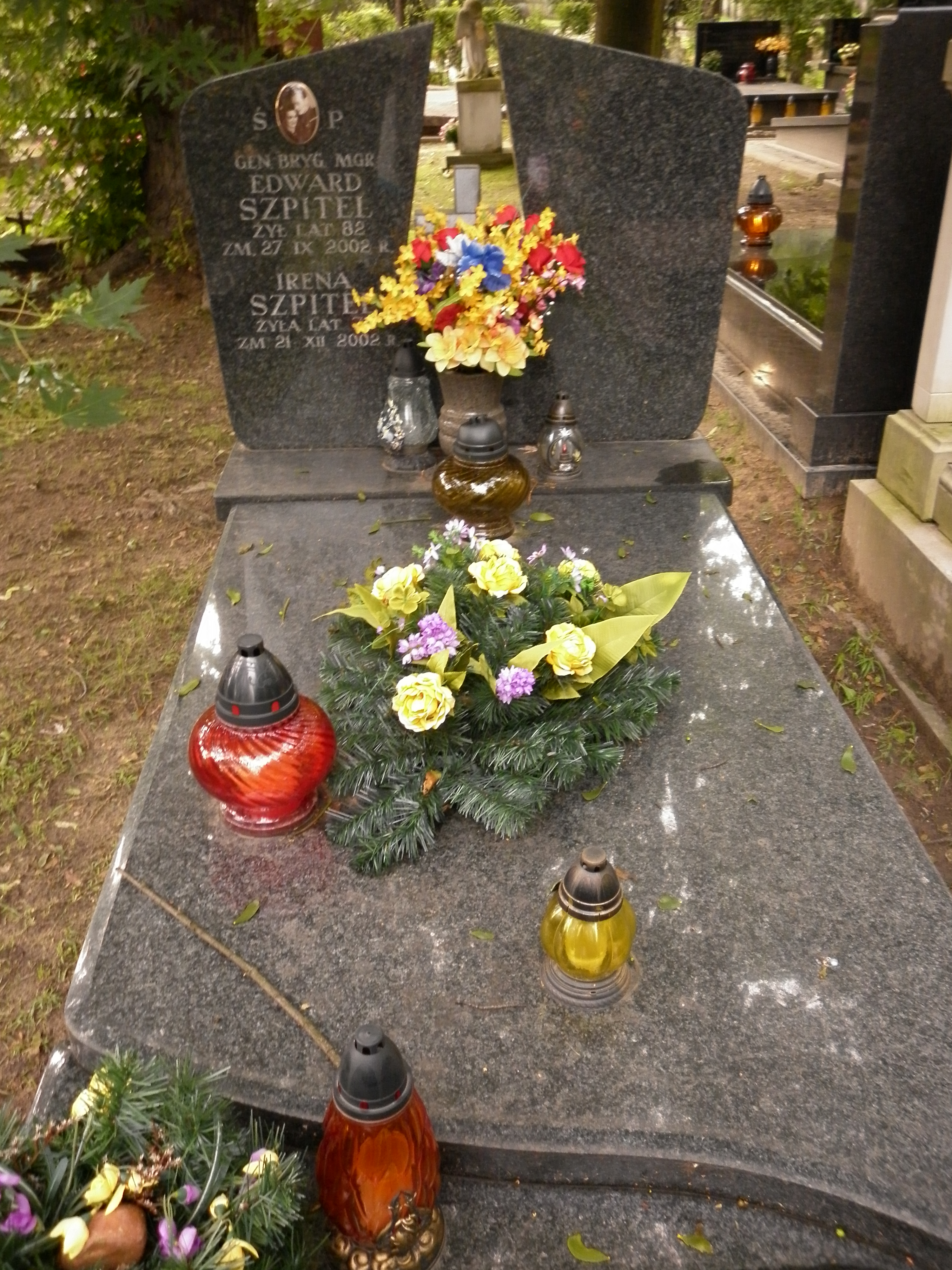
Grób Edwarda Szpitla na Cmentarzu Wojskowym na Powązkach

W latach 1987–1989 wchodził w skład polskiej sekcji ruchu „Emerytowani Generałowie na rzecz Pokoju i Rozbrojenia”. Zmarł 27 września 2002 r. Został pochowany na Cmentarzu Wojskowym na Powązkach (kwatera EII-10-6).

## Odznaczenia
- Krzyż Komandorski Orderu Odrodzenia Polski
- Krzyż Oficerski Orderu Odrodzenia Polski
- Krzyż Kawalerski Orderu Odrodzenia Polski
- Order Krzyża Grunwaldu III klasy
- Krzyż Walecznych
- Srebrny Krzyż Zasługi (dwukrotnie)
- Medal za Warszawę 1939–1945
- Medal 10-lecia Polski Ludowej
- Medal 30-lecia Polski Ludowej
- Medal 40-lecia Polski Ludowej
- Złoty Medal „Siły Zbrojne w Służbie Ojczyzny”
- Srebrny Medal „Siły Zbrojne w Służbie Ojczyzny”
- Brązowy Medal „Siły Zbrojne w Służbie Ojczyzny”
- Srebrny Medal „Za zasługi dla obronności kraju”
- Brązowy Medal „Za Zasługi dla Obronności Kraju”
- Krzyż „Za Zasługi dla ZHP” (1970)[2]
- Złota odznaka honorowa „Za Zasługi dla Warszawy” (1972)[3]
- Odznaka „Budowniczego Wrocławia” (1970)[4]
- Order Wojny Ojczyźnianej I stopnia (ZSRR)
- Medal „Za wyzwolenie Warszawy” (ZSRR)
- Krzyż Walecznych (CSSR)
- Medal jubileuszowy „60 lat Sił Zbrojnych ZSRR” (ZSRR)
- Medal jubileuszowy „Dwudziestolecia zwycięstwa w Wielkiej Wojnie Ojczyźnianej 1941–1945” (ZSRR)
- Medal jubileuszowy „Trzydziestolecia zwycięstwa w Wielkiej Wojnie Ojczyźnianej 1941–1945” (ZSRR)
- Medal jubileuszowy „Czterdziestolecia zwycięstwa w Wielkiej Wojnie Ojczyźnianej 1941–1945” (ZSRR)
- Medal "Za umacnianie przyjaźni" (nadany przez kierownictwo Wolnej Młodzieży Niemieckiej NRD, 1971)[5]